# Lou Montulli
Louis J. Montulli II (besser bekannt als Lou Montulli) ist ein US-amerikanischer Programmierer, der bekannt für seine Arbeiten mit Webbrowsern ist.

## Leben
In den Jahren 1991 und 1992 entwickelte er zusammen mit Michael Grobe und Charles Rezac während seiner Zeit an der University of Kansas den Browser Lynx. Es war der erste Webbrowser und ist heute noch im Einsatz.
1994 wurde Montulli einer der ersten Programmierer bei Netscape Communications und programmierte für die ersten Versionen des Netscape Browsers. Er hat im Rahmen seiner Arbeit zahlreiche technische Dinge erfunden, die für das heutige Internet essentiell sind, darunter HTTP-Cookies, das Blink Tag, Push-Medien und Pull-Technologien und Proxysserver. Er unterstützte ebenfalls die Implementierung von Animated GIFs in Browsern. Montulli wurde Gründungsmitglied der Arbeitsgruppe über HTML des World Wide Web Consortium und lieferte zahlreiche Beiträge zur HTML 3.2 Spezifikation.
Er ist einer von nur sechs Rekruten in der World Wide Web Hall of Fame der First international conference on the World Wide Web 1994. neben Tim Berners-Lee, Marc Andreessen, Eric Bina, Kevin Hughes und Rob Hartill.
1998 ging er als Gründungsentwickler zu Epinions.com. 2004 wurde er Mitbegründer und CEO von Memory Matrix, die im Mai 2005 von Shutterfly Inc. gekauft wurde. Montulli war bis zum Sommer 2007 Vice President of Client Engineering bei Shutterfly. 2008 wurde er dann Mitbegründer von Zetta.net.

## Weitere Projekte
Während Montulli bei Netscape arbeitete, baute er eine Webcam zur Beobachtung seiner Fische und betrieb somit eine der ersten Webseiten mit Live-Bildern. Dies baute er als Easter Egg in die ersten Versionen von Netscape ein. Die Firma hostete die Fishcam bis zu ihrer Auflösung, aber nach einer kurzen Unterbrechung im Jahre 2009 ist sie wieder online und damit eine der Websites mit der längsten Historie.

## Auszeichnungen
- 2002 MIT Technology Review als einer der TOP 100 Erfinder weltweit unter 35 Jahren[6]